# Palazzo Vescovile (Avezzano)
Il palazzo Vescovile di Avezzano si trova nel centro urbano della città abruzzese. L'edificio costruito tra il 1924 e il 1928, dopo lo spostamento della diocesi dei Marsi ad Avezzano, ospita il vescovo dei Marsi.  Posteriormente ad esso si trova l'edificio dell'ex seminario diocesano, edificato tra il 1917 e il 1921. 

## Storia

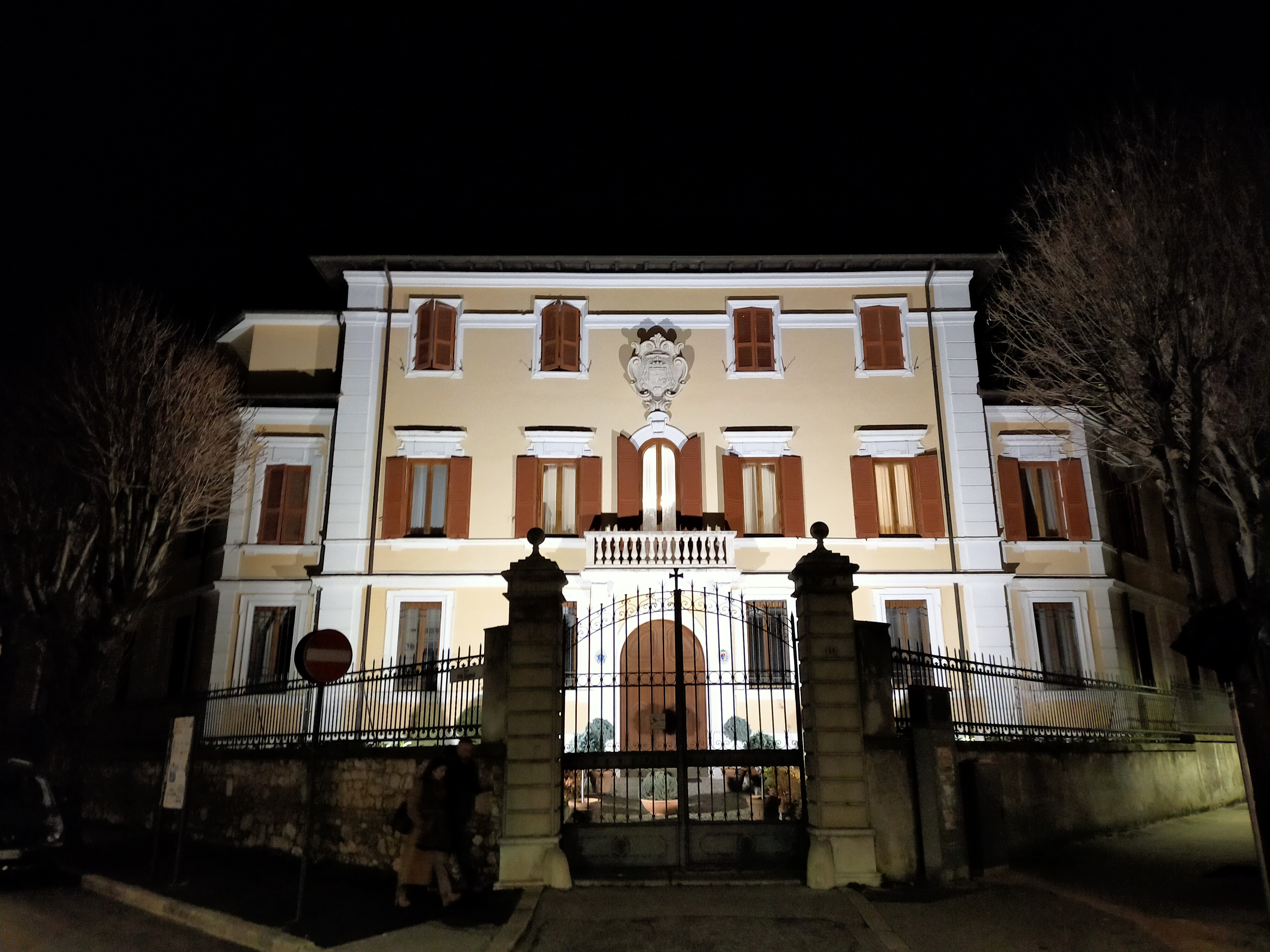
Il palazzo illuminato

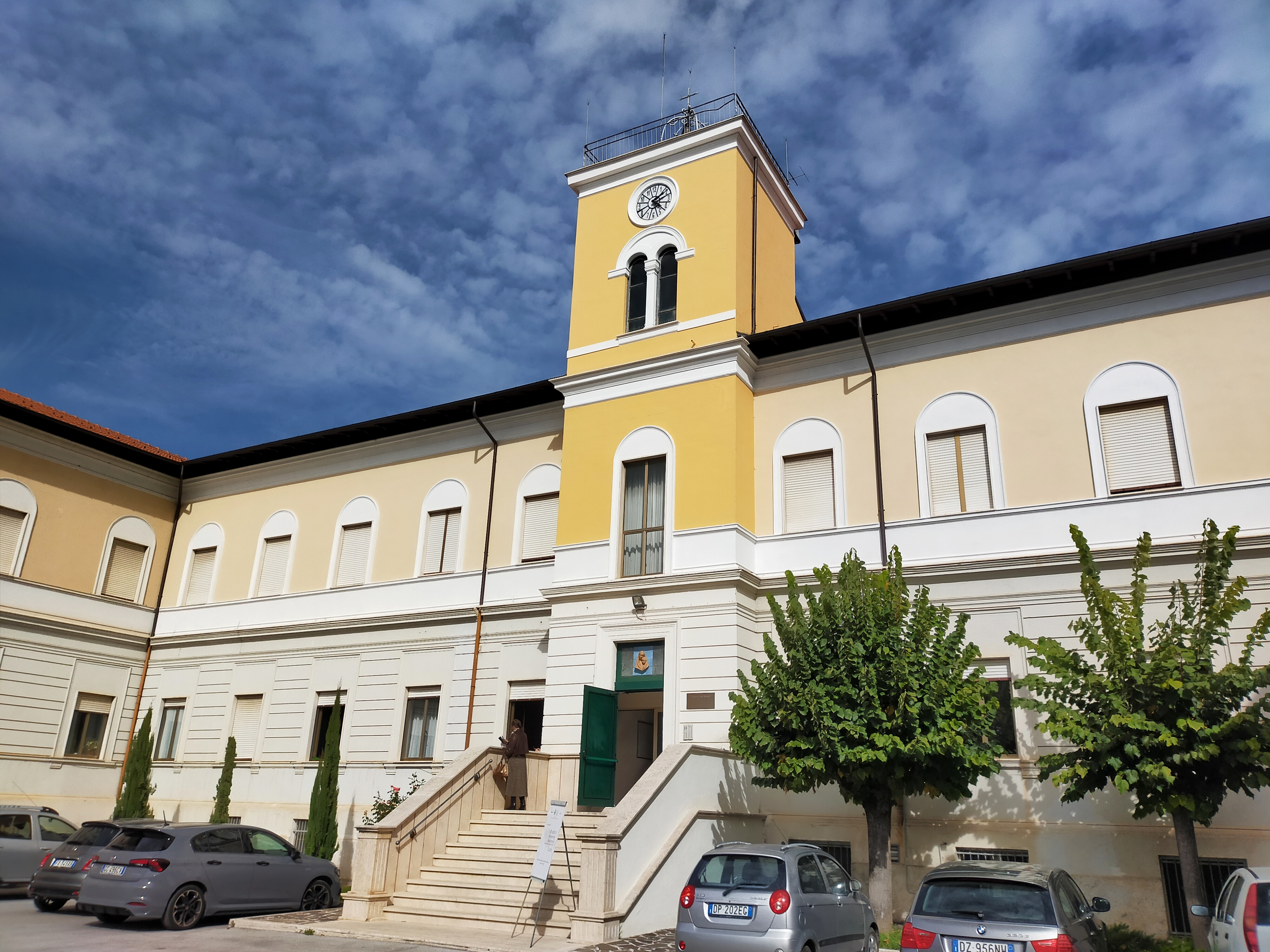
La sede dell'ex seminario

Tra il 1918 e il 1919 l'ingegnere Sebastiano Bultrini autore del piano regolatore del 1916 finalizzato alla ricostruzione di Avezzano dopo il terremoto del 1915 realizza il progetto della scuola agricola abruzzese e dei suoi alloggi finanziata l'anno prima dalla banca regionale di Roma. Durante la fase della costruzione nel 1924 la banca romana vende l'edificio alla diocesi dei Marsi, anno in cui la sede diocesana con tutte le sue pertinenze venne ufficialmente trasferita da Pescina ad Avezzano. Nello stesso anno Sebastiano Bultirni presentò il progetto per la realizzazione del vescovado, la ditta Paolo Ciocci realizzò il palazzo che venne collaudato dal Genio Civile e inaugurato nel 1928. 
Palazzo vescovile e seminario subirono gravi danni dai bombardamenti aerei anglo-americani che 1944 durante la seconda guerra mondiale causarono distruzioni pari al 70% nella cittadina di Avezzano appena ricostruita dopo la distruzione del sisma del 1915. Il 20 aprile 1949 un incendio, causato da un corto circuito, arrecò danni ingenti alla struttura. Le parti dell'edificio gravemente compromesse vennero ben presto ricostruite, mentre il vescovo Domenico Valerii favorì un allargamento dell'ala orientale, dove venne collocata la cappella diocesana.

## Descrizione
L'episcopio è situato nel centro urbano lungo corso della Libertà, la facciata frontale è costituita da tre piani ed è affiancata da due porzioni laterali entrambe formate da due livelli.
Il seminario caratterizzato da una forma ad H è costituito da due piani. In una porzione centrale disposta verso il cortile interno svetta un'altana, nella cui parte inferiore si apre l'ingresso principale dell'edificio, mentre in quella superiore è disposto l'orologio. La terrazza superiore della torre ospita una piccola campana sormontata da una croce.
Una lapide posta su un'ala del palazzo ricorda il trasferimento della diocesi ad Avezzano e la figura del vescovo carmelitano Pio Marcello Bagnoli che volle fortemente la ricostruzione della cattedrale di Avezzano e la realizzazione del seminario, che ha ospitato anche l'istituto di scienze religiose "Cesidio Lolli", e del vescovado.
All'interno del corpo dell'episcopio è stato trasferito l'archivio diocesano dei Marsi, creato intorno al X secolo e intitolato a Muzio Febonio, in cui tra l'altro sono custoditi l'Exsultet commissionato nel 1056 dal vescovo dei Marsi, Pandolfo e una delle tre ristampe de Le opere di Galileo di Galileo Galilei.